# Wilhelm Engelhardt (Regisseur)
Wilhelm Engelhardt (* 11. Juni 1952 in Ried in der Riedmark, Österreich) ist ein österreichischer Filmregisseur und Drehbuchautor.

## Leben
Nach seinem Abitur in Linz studierte Wilhelm Engelhardt Philosophie und Germanistik in Salzburg. Von 1976 bis 1979 studierte er Regie und Schauspiel am Mozarteum. Während des Studiums assistierte er bei Fernsehproduktionen. Nach dem Studium war er für zwei Jahre Regieassistent bei den Münchner Kammerspiele. Seit 1981 ist er als freier Regisseur tätig, wobei er anfangs Werbe- und Industriefilme inszenierte und als Regieassistent von Axel Corti, Peter Keglevic, Vivian Naefe, Hanns Christian Müller und Joseph Vilsmaier arbeitete. Seitdem er 1996 mehrere Folgen der Fernsehserien Balko und Die Kommissarin inszenierte ist Engelhardt als Regisseur beim Fernsehen regelmäßig beschäftigt.

## Filmografie (Auswahl)
- 1996–1998: Balko (Fernsehserie, fünf Folgen)
- 1997–1999: Operation Phoenix – Jäger zwischen den Welten (Fernsehserie)
- 1996: Die Kommissarin (Fernsehserie, zwei Folgen)
- 1998: Walli, die Eisfrau
- 1999: Bodyguard – Dein Leben in meiner Hand
- 2000–2006: SK Kölsch (Fernsehserie, 16 Folgen)
- 2002–2005: Die Rosenheim-Cops (Fernsehserie, 13 Folgen)
- 2007: Noch ein Wort und ich heirate dich!
- 2008: Dicke Liebe
- 2008: R. I. S. – Die Sprache der Toten (Fernsehserie, drei Folgen)
- 2012–2014: Hubert und Staller (Fernsehserie, zwölf Folgen)
- 2013: Drei in einem Bett